# International Skating Union
L'International Skating Union ("Unione internazionale di pattinaggio", ISU) è la federazione mondiale del pattinaggio su ghiaccio, sia di figura che velocità e short track. Attualmente ha sede a Losanna ed è affiliata al Comitato Olimpico Internazionale. Dal 1994 al 2016 ne è stato presidente Ottavio Cinquanta.

## Storia
L'International Skating Union fu fondata nel giugno 1892 a Scheveningen (Paesi Bassi), in un periodo di forte internazionalizzazione delle gare. Il nome originario dell'associazione, la cui lingua ufficiale era il tedesco, era Internationale Eislauf-Verein. Il nuovo nome, con il passaggio all'inglese come lingua ufficiale, fu adottato dopo la Seconda guerra mondiale Nel 1893 la federazione organizzò i primi Campionati mondiali di pattinaggio di velocità (solo maschili) ad Amsterdam e i primi Campionati europei di pattinaggio di figura (solo maschili) a Berlino; nel 1896 i primi Campionati mondiali di pattinaggio di figura (solo maschili) a San Pietroburgo; nel 1906 i primi Campionati mondiali di pattinaggio di figura femminili a Davos; nel 1936 i primi Campionati mondiali di pattinaggio di velocità femminili a Stoccolma; nel 1978 i primi Campionati mondiali di short track (maschili e femminili) a Solihull.
Fra le federazioni nazionali riconosciute dall'ISU vi è la Federazione Italiana Sport del Ghiaccio (FISG). Altre federazioni riconosciute dall'ISU sono la Confederação Brasileira de Desportos no Gelo (CBDG), la British Ice Skating, Skate Canada, la Chinese Skating Association, la French Federation of Ice Sports (FFSG), la German Ice Skating Union (Deutsche Eislauf-Union, DEU), la Federazione di pattinaggio del Giappone (日本スケート連盟 - Japan Skating Federation, JSF) la Korea Skating Union (대한빙상경기연맹 - Daehan Bingsang Gyeonggi Yeonmaeng, KSU), la Figure Skating Federation of Russia (Федерация фигурного катания на коньках России, FFKKR), la Federación Española de Deportes de Hielo (RFEDH) e la U.S. Figure Skating Association (USFSA).

## Presidente
La carica di presidente dell'ISU è stata ricoperta da 12 persone:
1892–1895   Paesi Bassi, Willem J.H. (Pim) Mulier
1895–1925   Svezia, Viktor Balck
1925–1937   Svezia, Ulrich Salchow
1937–1945   Paesi Bassi, Gerrit W.A. van Laer
1945–1953   Regno Unito, Herbert J. Clarke
1953–1967   Svizzera, James Koch
1967–1967   Austria, Ernst Labin
1967–1980   Francia, Jacques Favart
1980–1994   Norvegia, Olaf Poulsen
1994–2016   Italia, Ottavio Cinquanta
2016–2022   Paesi Bassi, Jan Dijkema
2022–presente   Corea del Sud, Kim Jae-youl
Ad affiancare il presidente nelle sue funzioni vi sono due vicepresidenti, uno che si occupa delle questioni tecniche del pattinaggio di velocità e l'altro che si occupa delle questioni tecniche del pattinaggio di figura.

## Discipline
L'International Skating Union si occupa del pattinaggio di figura su ghiaccio, nelle sue varie specialità (pattinaggio artistico su ghiaccio - individuale, maschile e femminile, e a coppie -, danza su ghiaccio, pattinaggio sincronizzato), del pattinaggio di velocità e dello short track.